# Antonius Sylvius
Antonius Sylvius (vermoedelijk geboren als Antoine Vandenbossche) (Duinkerke, begin 16e eeuw - Antwerpen, eind 16e eeuw) was een Zuid-Nederlands humanist.
Hij was directeur van het Dominicanencollege van Vilvoorde. Vandenbossche was een geleerd man die meerdere werken maakte voor het onderwijs in zijn college: 
- Compendium grammatices et syntaxeos Despauterianae, Antwerpen, apud Guill. Sylvium, 1565, in-8°.
- Colloquia puerilia, cum gallica et flandrica interpretatione, Leuven, 1573, in-4° ; Antwerpen, 1580,  in-8°, Plantijn.

De dichter Gilles Periander (Aegidius Periander) en Cornelius Scribanus waren leerlingen van hem.
Nadat hij in Antwerpen was overleden, werd hij er in de Sint-Michielskerk begraven, waar voor hem een grafmonument werd opgericht.

## Referentie
- J.-J. Carlier, Courtes notices sur quelques membres des ordres religieux nés au pays Dunkerquois, in Bulletin du Comité flamand de France 5 (1869), pp. 458-459.